# Eriogonum giganteum
Eriogonum giganteum es una especie dentro del género Eriogonum conocida comúnmente como St. Catherine's lace. Este arbusto es endémico de las islas del canal de California. 

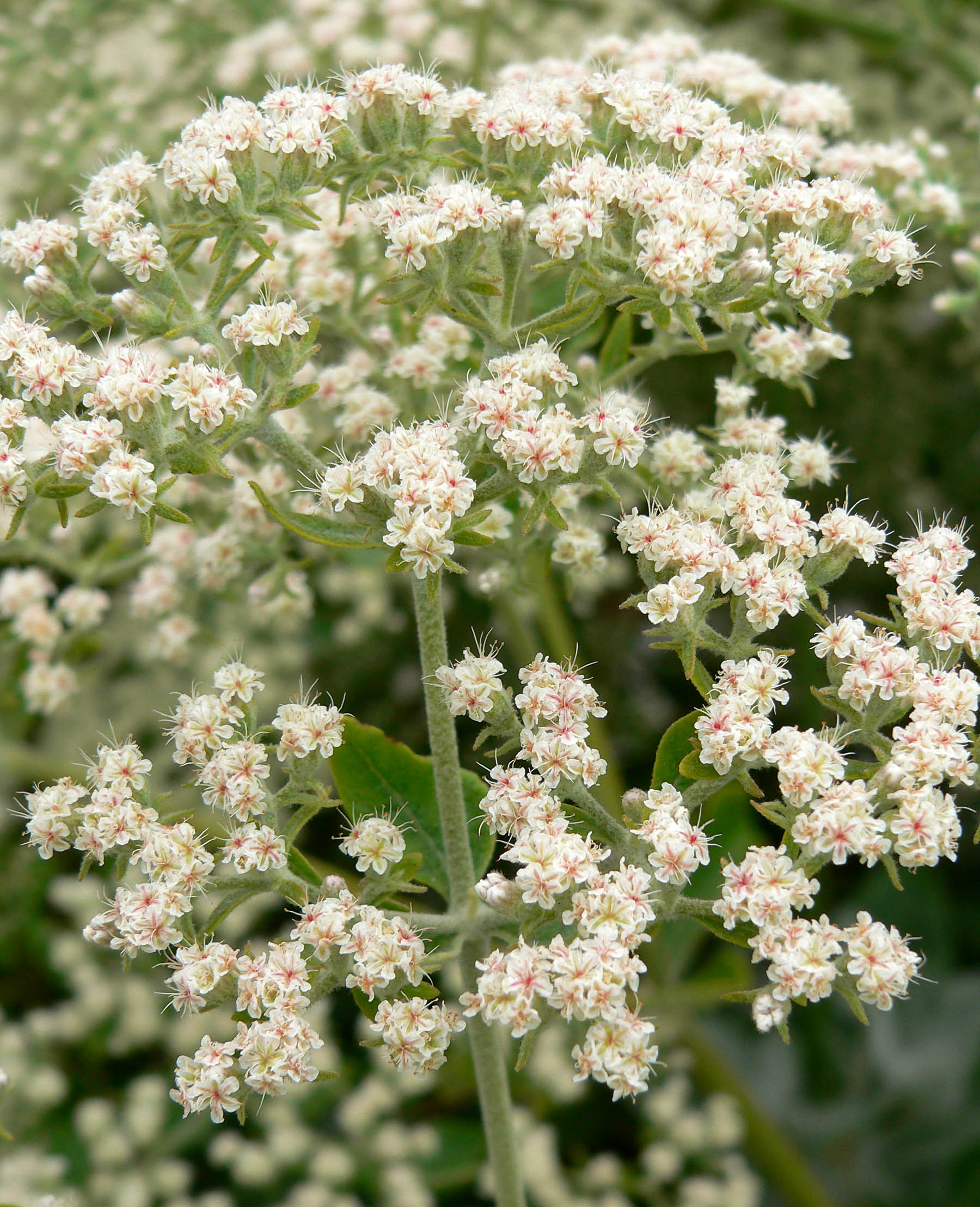
Vista de la planta

## Descripción
Es variable de tamaño, desde una altura de un metro en altura y anchura a arbustos de unos tres metros tanto de alto y como de ancho. Las hojas coriáceas, lanosas, con forma oval se arraciman escasas a lo largo de las ramas en su mayor parte desnudas. La planta florece densamente en alfombras de flores minúsculas arracimadas, cada flor blanca rosada con abundantes pelos, tiene solamente algunos milímetros de diámetro. 
Inflorescencia en cimas, abiertas o compactas, × 5-30 (2) 5-50 (- 80) cm; ramificación dicótoma, de tomentosa a velluda o a glabra. Posee 3 brácteas, apariencia en escala, ampliamente triangular, y de 1 a 2 milímetros, con apariencia de hoja, de oblongolanceolada a elíptica, y de 5 a 30 milímetros. Pedúnculos ausentes o erguidos, delgados, de 0.1 a 0.5 cm, tomentosos. Involucros 1 por nodo, campanulado, × 3 a 5 2.5 a 4 milímetros, tomentosos, con 5 dientes, erguidos, de 0.3 a 0.8 milímetros. Flores 2-4 milímetros, con perianto de blanco a rosado, con abundante vello. Los tépalos 1 a 4 próximos innatos, monomórficos, trasovados; los estambres exsertos, de 2 a 4 milímetros, filamentos pilosos proximales. 
Su época de floración va desde mayo hasta septiembre.

## Hábitat
Se desarrolla en laderas secas y arbustivas de las islas del canal de California. 
Hay tres variedades 
- var. formosum, con hojas de oblongo-lanceoladas a lanceoladas. Se encuentra en la Isla de San Clemente 83c var formosum. Otra con hojas de oblongo-ovales a ovales no se encuentra en la isla de San Clemente.
- var. giganteum, con hojas de 3 a 7(-10) × 2-5 cm; inflorescencias abiertas, en la isla de Santa Catalina.
- var. compactum, hojas de 2.5 a 3.5(-6) × 1.5-2(-4) cm; inflorescencias de compactas a rararamente abiertas, esta variedad es particularmente rara y se encuentra geográficamente limitada a la isla de Santa Bárbara e isla Sutiles, es la Santa Barbara Island buckwheat (var. compactum).

## Usos
Eriogonum giganteum es el hospedador de las larvas y fuente de néctar para la alimentación de la mariposa endémica de la isla de Santa Catalina "Avalon Scrub-Hairstreak" (Strymon avalona)

## Taxonomía
Eriogonum giganteum fue descrita por  Sereno Watson y publicado en Proceedings of the American Academy of Arts and Sciences 20: 371. 1885.
Etimología
Eriogonum: nombre genérico que deriva de las palabras griegas: Erion = "lana", y gonu = "articulación de la rodilla" en referencia a las articulaciones peludas o lanudas de algunas de las especies del género.
giganteum: epíteto latíno que significa "grande, gigante".
Sinonimia
- Eriogonum formosum (Brandegee) Brandegee[4]